# Red Rose Speedway
Red Rose Speedway är ett album från 1973 av den brittiska rockgruppen Paul McCartney & Wings.
Under 1972 hade Wings utökats med gitarristen Henry McCullough, och denne hade redan bidragit till de singlar som släpptes under det året.
Albumet innehåller på baksidan en hälsning i brailleskrift till Stevie Wonder.
Ursprungligen var det tänkt att Red Rose Speedway skulle bli ett dubbelalbum, och man började överväga att använda bidrag även från andra bandmedlemmar än McCartney. Både Linda och Denny Laine hade låtar som ursprungligen var tänkta att ingå på skivan. Dock ville inte skivbolaget gå med på det. 
I stället kom flera av de låtar som skulle varit med på albumet att ges ut i efterhand:
- The Mess - en live-version gavs ut som B-sida till "My Love"
- Live and Let Die - singel. Var aldrig tänkt att ingå på skivan, men spelades in samtidigt.
- I Lie Around - B-sida till "Live and Let Die"
- Country Dreamer - B-sida till "Helen Wheels"
- Bridge over the River Suite - B-sida till singeln "Walking in the Park with Eloise", som släpptes under namnet Country Hams
- Soily - en live-version gavs ut som B-sida till "Maybe I'm Amazed" och ingick även på livealbumet Wings over America
- Seaside Woman - Lindas låt gavs ut som singel under bandnamnet "Suzy and the Red Stripes".
- I Would Only Smile - Dennys bidrag dök upp på soloalbumet Japanese Tears.
- Mama's Little Girl - B-sida till "Put It There"

Dessutom finns en rad låtar som aldrig givits ut.
Från albumet släpptes "My Love" som singel, med "The Mess" på baksidan.
För att avsluta albumet skrev Paul McCartney en låt med titeln Hold Me Tight som del av en medleysvit. På Beatles album With The Beatles finns en annan låt med samma titel, också den huvudsakligen skriven av Paul McCartney.

## Låtlista
Alla låtar skrivna av McCartney/McCartney
1. "Big Barn Bed" - 3:50
  - En kort snutt av en tidig version av den här låten kan höras i slutet på Ram On (Reprise) på skivan Ram
2. "My Love" - 4:08
3. "Get on the Right Thing" - 4:16
  - Spelades in redan under Ram-sessionerna och har fått instrumentpålägg här.
4. "One More Kiss" - 2:29
5. "Little Lamb Dragonfly" - 6:20
  - Spelades in redan under Ram-sessionerna och har fått instrumentpålägg här.
6. "Single Pigeon" - 1:53
7. "When the Night" - 3:37
8. "Loup (1st Indian on the Moon)" - 4:23
9. Medley - 11:16
  - "Hold Me Tight"
  - "Lazy Dynamite"
  - "Hands of Love"
  - "Power Cut"
  - Ett över elva minuter långt medley som är den längsta låt som McCartney släppt. Melodisnuttar från samtliga delar av medleyt knyts ihop på slutet av låten.

Senare versioner på CD har lagt till bonuslåtar.

## Listplaceringar
| Lista (1973)   | Position            |
| -------------- | ------------------- |
| Australien     | 1 (Go Set)          |
| Danmark        | 4 (DR "Top 30")     |
| Finland        | 25                  |
| Frankrike      | 9                   |
| Japan          | 13 (Oricon)         |
| Kanada         | 2 (RPM)             |
| Nederländerna  | 6                   |
| Norge          | 4 (VG-lista)        |
| Storbritannien | 5 (UK Albums Chart) |
| Sverige        | 5 (Kvällstoppen)    |
| USA            | 1 (Billboard 200)   |